# Myrmecodillo fenerivei
Myrmecodillo fenerivei är en kräftdjursart som först beskrevs av Barnard1958.  Myrmecodillo fenerivei ingår i släktet Myrmecodillo och familjen Armadillidae. Inga underarter finns listade i Catalogue of Life.